# Reactivo de Neßler

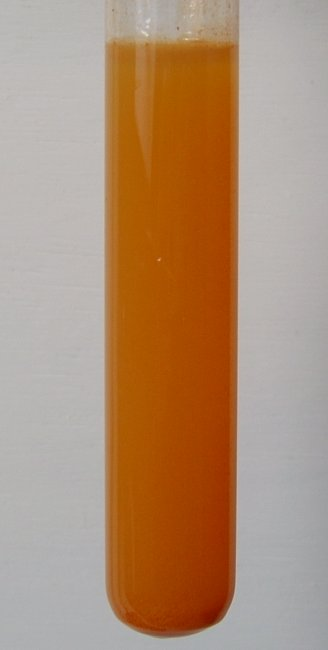
Precipitado anaranjado indicando ensayo de Nessler positivo a la presencia de amonio

El reactivo de Neßler es un reactivo químico  para ensayos colorimétricos y que se utiliza para la detección y determinación  de pequeñas cantidades de amoníaco (NH3) o catión amonio (NH4+). Debe su nombre a su descubridor, el químico alemán Julius Neßler que lo publicó en su tesis doctoral de 1856.  Consiste en una solución de tetrayodomercuriato(II) de potasio (K2[HgI4]) alcalinizada con hidróxido de potasio (KOH) o con hidróxido de sodio (NaOH) . En presencia de amoníaco o catión amonio, el reactivo toma coloración amarilla-naranja o forma un precipitado anaranjado o rojizo, según la cantidad de amoniaco o amonio presente en la muestra.

## Preparación
Se han indicado varios métodos de preparación. El más corriente consiste en mezclar hidróxido de sodio y yoduro de potasio con cloruro mercúrico o yoduro de mercurio. La mezcla de todos los componentes se lleva a cabo partiendo de una disolución formada por 5 g de yoduro de mercurio(II), HgI2 y 3,65 g de yoduro de potasio, KI todo ello en 100 mL de agua. Una vez preparada esta disolución se mezcla con igual volumen de una disolución 2 M de hidróxido sódico, NaOH. La disolución final resultante no es estable, aunque se puede conservar durante algún tiempo en frasco topacio y en lugar oscuro. Lo recomendable es añadir la disolución de hidróxido sódico en el momento en que va a ser utilizado el reactivo de Nessler.
La reacción de formación del complejo de tetrayodomercuriato(II) de potasio es la siguiente: 
{\displaystyle {\ce {2KI + HgI2 -> K2[HgI4]}}}
Otro método alternativo, cuando no se dispone de yoduro de mercurio(II), es preparar el complejo de tetrayodomercuriato(II) de potasio partiendo de yoduro de potasio, KI y añadir cloruro de mercurio(II) según el siguiente procedimiento: 
Disolver 10 g de yoduro de potasio (KI) por cada 100 mL de agua exenta de amoniaco o iones amonio; agregando, seguidamente una solución saturada (60g/L) de cloruro mercúrico (HgCl2) en pequeñas proporciones y agitando, hasta formación permanente de un leve precipitado de color rojizo que no desaparece por agitación. Luego se agregan 80 ml de solución de hidróxido de potasio 9 M (KOH) y se diluye a 200 ml. Se deja en reposo durante la noche y se decanta el líquido claro, que se diluye con agua hasta 200 mL.  

## Reacción
Para el análisis cualitativo de detección de trazas de amoniaco o amonio en muestras se suelen realizar ensayos a la gota. La técnica de reacción a la gota consiste en colocar una o dos gotas de muestra en un vidrio de reloj o en una placa de porcelana para ensayos a la gota y mezclar con una gota de solución concentrada de hidróxido de sodio. Se toma una microgota o porción de la solución o suspensión resultante y se coloca en un papel para reacciones a la gota o en una pequeña tira de papel de filtro y se agrega una gota de reactivo de Nessler. La presencia de una mancha o anillo amarillo o anaranjado rojizo indica reacción positiva. La sensibilidad de esta reacción es de 0,3 μg de NH3.
La reacción que tiene lugar entre el reactivo y el amoníaco es:
{\displaystyle {\ce {2K2[HgI4] + 3KOH + NH3 -> HgI(NH2).HgO + 7KI + 2H2O}}}
En los casos en que en lugar de amoniaco libre, hubiera ion amonio, al tratarse de un ácido débil, este se convierte en amoniaco, su base conjugada, por reacción con los iones OH-, por lo que la reacción es la misma y sirve para identificar tanto el amoniaco como el ion amonio. 
El reactivo de Nessler también se utiliza para la determinación cuantitativa de nitrógeno amoniacal mediante el método Nessler. En concentraciones muy bajas de amoniaco o de ion amonio, no se produce precipitado, pero la disolución toma un color amarillo-anaranjado que permite la cuantificación del amonio-amoniaco mediante espectrofotometría ultravioleta visible, ya que el producto formado absorbe radiación visible de forma intensa entre 400 y 425 nm. El método está aceptado por la USEPA para el análisis de aguas residuales, aunque requiere destilación, pues diversos cationes no alcalinos perturban la reacción. El rango de medición de este método es de 0,02 a 2.50 mg/L de nitrógeno amoniacal. 

## Toxicidad
El reactivo es tóxico, tanto si es inhalado, tragado o absorbido por la piel. Esto se debe a que contiene mercurio. Presenta peligro neurológico y puede actuar como carcinógeno y ser un riesgo para la reproducción. Es corrosivo y causa quemaduras.